# Mileewa gillavyri
Mileewa gillavyri är en insektsart som beskrevs av Melichar 1914. Mileewa gillavyri ingår i släktet Mileewa och familjen dvärgstritar. Inga underarter finns listade i Catalogue of Life.